# Мирко Тримчевић
Мирко Тримчевић (рођен 15. марта 1943) је српски сликар.

## Биографија
Рођен је 15. марта 1943. у Дебрешеву. Дипломирао је на Факултету ликовних уметности Универзитета уметности у Београду у класи професора Недељка Гвозденовића 1968, завршио је постдипломске студије код истог професора 1970. и специјални течај у Београду. Био је члан Удружења ликовних уметника Србије од 1969. године. Радио је као професор ликовне форме на Високој школи ликовних и примењених уметности у Београду. Реализовао је више од двадесет самосталних изложби у земљи и иностранству, у Београду 1970. и Штутгарту. Учествовао је на више од сто колективних изложби међу којима су изложбе УЛУС-а 1970—1973, Октобарског салона 1970, Летња изложба Културног центра Београда и Јесења изложба у Ечкој 1971. године. Са групом „Јун” је излагао у Београду 1969. и Новом Саду 1970. Добитник је прве награде за сликарство на омладинској изложби коју је организовао ОЦК Србије 1968, прве награде за сликарство из Фонда „Ристе и Бете Вукановић” 1970. и 1996. и Златне палете УЛУС-а.